# 拉科多塞拉
拉科多塞拉，是西班牙埃斯特雷马杜拉巴达霍斯省的一个市镇。总面积70平方公里，总人口2179人（2001年），人口密度31人/平方公里。